# 巌江村
巖江村（いわえむら）は福島県田村郡にかつて存在した村である。

## 地理
- 現在の郡山市の中部、三春町の南西部に位置する。

## 歴史

### 村域の変遷
- 1889年（明治22年）4月1日 - 町村制施行により、白岩村・下白岩村・上舞木村・下舞木村・根木屋村・阿久津村・安原村・横川村・山田村・芹沢村・南小泉村・北小泉村が合併し田村郡巌江村が発足。
- 1889年（明治27年）7月23日 - 巌江村の一部（南小泉・北小泉と芹沢の一部）が分立し小泉村が発足。
- 1955年（昭和30年）11月15日 - 市町村合併により、巌江村が消滅。
  - 巌江村の一部（山田・上舞木と下舞木）は三春町に編入。
  - 巌江村の一部（芹沢・根木屋）は西田村に編入。
  - 巌江村の残部（白岩・下白岩・阿久津・安原・横川と上舞木の一部）は郡山市に編入。

### 変遷表
| 巌江村村域の変遷表（※細かい境界の変遷は省略） | 巌江村村域の変遷表（※細かい境界の変遷は省略） | 巌江村村域の変遷表（※細かい境界の変遷は省略） | 巌江村村域の変遷表（※細かい境界の変遷は省略） | 巌江村村域の変遷表（※細かい境界の変遷は省略）              | 巌江村村域の変遷表（※細かい境界の変遷は省略） | 巌江村村域の変遷表（※細かい境界の変遷は省略） |
| 1868年 以前                                   | 1868年 以前                                   | 明治22年 4月1日                               | 明治22年 - 昭和64年                           | 明治22年 - 昭和64年                                        | 平成元年 - 現在                               | 現在                                          |
| --------------------------------------------- | --------------------------------------------- | --------------------------------------------- | --------------------------------------------- | ---------------------------------------------------------- | --------------------------------------------- | --------------------------------------------- |
|                                               | 山田村                                        | 巌江村                                        | 巌江村                                        | 昭和30年11月15日 三春町に編入                              | 三春町                                        | 三春町                                        |
|                                               | 上舞木村                                      | 巌江村                                        | 巌江村                                        | 昭和30年11月15日 三春町に編入                              | 三春町                                        | 三春町                                        |
|                                               | 下舞木村                                      | 巌江村                                        | 巌江村                                        | 昭和30年11月15日 三春町に編入                              | 三春町                                        | 三春町                                        |
|                                               | 白岩村                                        | 巌江村                                        | 巌江村                                        | 昭和30年11月15日 郡山市に編入                              | 郡山市                                        | 郡山市                                        |
|                                               | 下白岩村                                      | 巌江村                                        | 巌江村                                        | 昭和30年11月15日 郡山市に編入                              | 郡山市                                        | 郡山市                                        |
|                                               | 阿久津村                                      | 巌江村                                        | 巌江村                                        | 昭和30年11月15日 郡山市に編入                              | 郡山市                                        | 郡山市                                        |
|                                               | 安原村                                        | 巌江村                                        | 巌江村                                        | 昭和30年11月15日 郡山市に編入                              | 郡山市                                        | 郡山市                                        |
|                                               | 横川村                                        | 巌江村                                        | 巌江村                                        | 昭和30年11月15日 郡山市に編入                              | 郡山市                                        | 郡山市                                        |
|                                               | 上舞木村の一部                                | 巌江村                                        | 巌江村                                        | 昭和30年11月15日 郡山市に編入                              | 郡山市                                        | 郡山市                                        |
|                                               | 根木屋村                                      | 巌江村                                        | 巌江村                                        | 昭和30年11月15日 西田村に編入 昭和40年8月1日 郡山市に編入  | 郡山市                                        | 郡山市                                        |
|                                               | 芹沢村の一部                                  | 巌江村                                        | 巌江村                                        | 昭和30年11月15日 西田村に編入 昭和40年8月1日 郡山市に編入  | 郡山市                                        | 郡山市                                        |
|                                               | 南小泉村                                      | 巌江村                                        | 明治27年7月23日 小泉村分立                    | 昭和29年3月31日 富久山町に編入 昭和40年5月1日 郡山市と合併 | 郡山市                                        | 郡山市                                        |
|                                               | 北小泉村                                      | 巌江村                                        | 明治27年7月23日 小泉村分立                    | 昭和29年3月31日 富久山町に編入 昭和40年5月1日 郡山市と合併 | 郡山市                                        | 郡山市                                        |
|                                               | 芹沢村の一部                                  | 巌江村                                        | 明治27年7月23日 小泉村分立                    | 昭和29年3月31日 富久山町に編入 昭和40年5月1日 郡山市と合併 | 郡山市                                        | 郡山市                                        |

## 大字
- 白岩（しらいわ）
- 下白岩（しもしらいわ）
- 上舞木（かみもうぎ）
- 下舞木（しももうぎ）
- 根木屋（ねぎや）
- 阿久津（あくつ）
- 安原（やすはら）
- 横川（よこかわ）
- 山田（やまだ）
- 芹沢（せりさわ）

## 人口・世帯
1894年以前は小泉村域を含む。

### 人口
総数 [単位： 人]
| 1889年（明治22年） | 2,676 |
| 1920年（大正 9年） | 2,777 |
| 1935年（昭和10年） | 2,849 |
| 1947年（昭和22年） | 3,623 |

### 世帯
総数 [単位： 世帯]
| 1920年（大正 9年） | 589 |
| 1935年（昭和10年） | 801 |
| 1947年（昭和22年） | 913 |

## 交通

### 鉄道
- 日本国有鉄道（ → 東日本旅客鉄道）
  - ■磐越東線
    - 舞木駅